# 古韦尔讷
古韦尔讷（法語：Gouvernes，法語發音：[ɡuvɛʁn] ⓘ）是法国塞纳-马恩省的一个市镇，属于托尔西区。

## 地理
古韦尔讷（48°51'38"N, 2°41'38"E）面积2.72 平方千米，位于法国法蘭西島大區塞纳-马恩省，该省份为法国北部内陆省份，北起瓦兹省，西接埃松省、马恩河谷省、塞纳-圣但尼省和瓦兹河谷省，南至卢瓦雷省，东南接约讷省，东临马恩省和奥布省，东北接埃纳省。
与古韦尔讷接壤的市镇（或旧市镇、城区）包括：圣蒂博德维涅、比西圣马丹、贡杜瓦尔河畔孔什、盖尔芒特、马恩河畔拉尼。

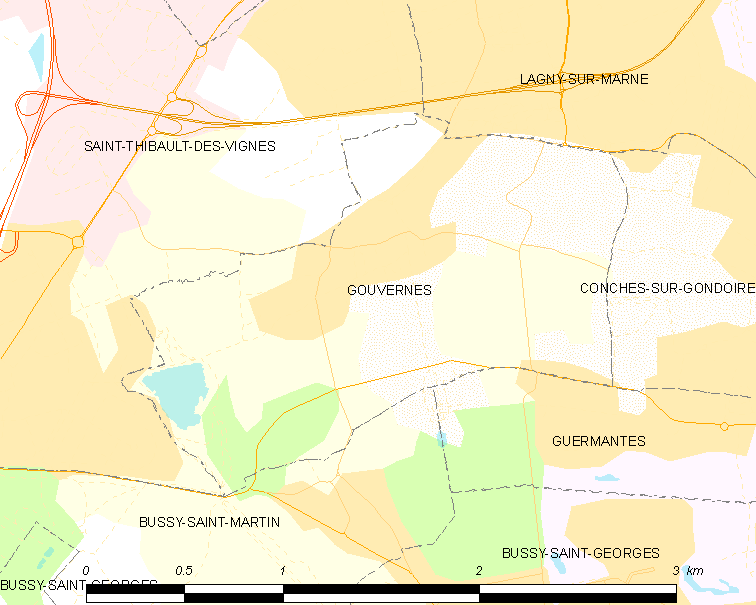
古韦尔讷的OSM定位图

古韦尔讷的时区为UTC+01:00、UTC+02:00（夏令时）。

## 行政
古韦尔讷的邮政编码为77400，INSEE市镇编码为77209。

## 政治
古韦尔讷所属的省级选区为马恩河畔拉尼县。

## 人口

1962-2008年间古韦尔讷人口变化图示

古韦尔讷于2022年1月1日时的人口数量为1175人。